# Euophrys
Euophrys C. L. Koch, 1834 è un genere di ragni appartenente alla famiglia Salticidae.

## Distribuzione
Le 101 specie oggi note di questo genere sono diffuse nelle più svariate località del mondo, tanto da rendere il genere cosmopolita.
Alcuni esemplari vivi di E. omnisuperstes sono stati rinvenuti sull'Everest ad oltre 6700 metri di quota, divenendo di fatto gli esseri viventi a più alta quota.
In Italia sono state reperite 12 specie di questo genere

## Tassonomia
A volte questo genere è descritto come Evophrys: si tratta di un'impropria dizione. Gli ex-sottogeneri Frigga e Aphirape, un tempo inclusi in questo genere, grazie ad uno studio dell'aracnologa María Elena Galiano rispettivamente nel 1979 e nel 1981, sono stati elevati al rango di genere.
Inoltre Euophrys non è sinonimo di Cyrene = Nycerella secondo Galiano 1982b, né di Pseudeuophrys Dahl, 1912, secondo Zabka, 1997 e Logunov, 1998b
A febbraio 2022, si compone di 101 specie e 1 sottospecie:
1. Euophrys acripes (Simon, 1871) — Corsica, Italia
2. Euophrys alabardata Caporiacco, 1947 — Etiopia
3. Euophrys albimana Denis, 1937 — Algeria
4. Euophrys altera (Simon, 1868) - Spagna
5. Euophrys alticola Denis, 1955 — Francia, Spagna
6. Euophrys arenaria (Urquhart, 1888) — Nuova Zelanda
7. Euophrys astuta (Simon, 1871) — Marocco
8. Euophrys baliola (Simon, 1871) — Corsica
9. Euophrys bamianshanensis Liu, Wang & Peng, 2020 — Cina
10. Euophrys banksi Roewer, 1951 — Messico
11. Euophrys bifida Wesołowska, Azarkina & Russell-Smith, 2014 — Sudafrica
12. Euophrys bifoveolata Tullgren, 1905 — Argentina
13. Euophrys canariensis Denis, 1941 — Isole Canarie
14. Euophrys capicola Simon, 1901 — Sudafrica
15. Euophrys catherinae Prószynski, 2000 — Egitto
16. Euophrys cochlea Wesołowska, Azarkina & Russell-Smith, 2014 — Sudafrica
17. Euophrys concolorata Roewer, 1951 — Karakorum
18. Euophrys convergentis Strand, 1906 — Algeria, Tunisia, Libia
19. Euophrys cooki Zabka, 1985 — Vietnam
20. Euophrys crux Taczanowski, 1878 — Perù
21. Euophrys declivis (Karsch, 1879)[4]— Sri Lanka
22. Euophrys dhaulagirica Zabka, 1980 — Nepal
23. Euophrys difficilis (Simon, 1868) — Europa meridionale (presente in Italia)
24. Euophrys elizabethae Wesołowska, Azarkina & Russell-Smith, 2014 — Sudafrica
25. Euophrys evae Zabka, 1981 — Himalaya
26. Euophrys everestensis Wanless, 1975 — Tibet
27. Euophrys falciger Wesołowska, Azarkina & Russell-Smith, 2014 — Sudafrica
28. Euophrys ferrumequinum Taczanowski, 1878 — Ecuador, Perù
29. Euophrys flavoatra (Grube, 1861) — Russia
30. Euophrys friedmani Marusik, 2019 — Israele
31. Euophrys frontalis (Walckenaer, 1802)[5] — Regione paleartica (presente in Italia)
32. Euophrys fucata (Simon, 1868) — Turchia
33. Euophrys gambosa (Simon, 1868) — Mediterraneo (presente in Italia)
  - Euophrys gambosa mediocris Simon, 1937 — Europa meridionale
34. Euophrys gracilis Wesołowska, Azarkina & Russell-Smith, 2014 — Sudafrica
35. Euophrys granulata Denis, 1947 — Egitto
36. Euophrys griswoldi Wesołowska, Azarkina & Russell-Smith, 2014 — Sudafrica
37. Euophrys heliophaniformis Dönitz & Strand, 1906, in Bösenberg & Strand, 1906 - Giappone
38. Euophrys herbigrada (Simon, 1871) — Europa (presente in Italia)
39. Euophrys innotata (Simon, 1868) — Mediterraneo occidentale (presente in Italia)
40. Euophrys kataokai Ikeda, 1996 — Russia, Corea, Cina, Giappone
41. Euophrys kawkaban Wesolowska & van Harten, 2007 — Yemen
42. Euophrys kirghizica Logunov, 1997 — Kirghizistan
43. Euophrys leipoldti Peckham & Peckham, 1903 — Sudafrica
44. Euophrys leucopalpis Taczanowski, 1878 — Perù
45. Euophrys leucostigma C. L. Koch, 1846 — Brasile
46. Euophrys limpopo Wesołowska, Azarkina & Russell-Smith, 2014 — Sudafrica
47. Euophrys littoralis Soyer, 1959 — Francia
48. Euophrys longyangensis Lei & Peng, 2012 — Cina
49. Euophrys lunata Bertkau, 1880 — Brasile
50. Euophrys luteolineata (Simon, 1871) — Corsica
51. Euophrys manicata (Simon, 1871) — Marocco, Italia
52. Euophrys marmarica Caporiacco, 1928 — Libia
53. Euophrys maseruensis Wesołowska, Azarkina & Russell-Smith, 2014 — Lesotho
54. Euophrys maura Taczanowski, 1878 — Perù
55. Euophrys megastyla Caporiacco, 1949 — Kenya
56. Euophrys melanoleuca Mello-Leitão, 1944 — Argentina
57. Euophrys menemerella Strand, 1909 — Sudafrica
58. Euophrys meridionalis Wesołowska, Azarkina & Russell-Smith, 2014 — Sudafrica
59. Euophrys miranda Wesołowska, Azarkina & Russell-Smith, 2014 — Sudafrica
60. Euophrys monadnock Emerton, 1891 — USA, Canada
61. Euophrys namulinensis Hu, 2001 — Cina
62. Euophrys nana Wesołowska, Azarkina & Russell-Smith, 2014 — Sudafrica
63. Euophrys nanchonensis Taczanowski, 1878 — Perù
64. Euophrys nepalica Zabka, 1980 — Nepal, Cina
65. Euophrys newtoni Peckham & Peckham, 1896 — America centrale
66. Euophrys nigripalpis Simon, 1937 — Francia, Corsica
67. Euophrys nigritarsis (Simon, 1868) — Francia
68. Euophrys nigromaculata (Lucas, 1846) — Algeria
69. Euophrys omnisuperstes Wanless, 1975 — Nepal
70. Euophrys patellaris Denis, 1957 — Spagna
71. Euophrys pelzelni Taczanowski, 1878 — Perù
72. Euophrys peruviana Taczanowski, 1878 — Perù
73. Euophrys pexa Simon, 1937 — Francia
74. Euophrys proszynskii Logunov, Cutler & Marusik, 1993 — Russia, Kazakistan
75. Euophrys pseudogambosa Strand, 1915 — Israele
76. Euophrys pulchella Peckham & Peckham, 1893 — Isole Saint Vincent e Grenadine (Piccole Antille)
77. Euophrys purcelli Peckham & Peckham, 1903 — Sudafrica
78. Euophrys quadricolor Taczanowski, 1878 — Perù
79. Euophrys quadripunctata (Lucas, 1846) — Algeria
80. Euophrys recta Wesołowska, Azarkina & Russell-Smith, 2014 — Sudafrica
81. Euophrys robusta Lei & Peng, 2012 — Cina
82. Euophrys rufibarbis (Simon, 1868) — Regione paleartica (presente in Italia)
83. Euophrys rufimana (Simon, 1875) — Francia
84. Euophrys sanctimatei Taczanowski, 1878 — Perù
85. Euophrys sedula (Simon, 1875) — Francia
86. Euophrys semirufa Simon, 1884 — Siria
87. Euophrys sima Chamberlin, 1916 — Perù
88. Euophrys sinapicolor Taczanowski, 1878 — Perù
89. Euophrys subtilis Wesołowska, Azarkina & Russell-Smith, 2014 — Sudafrica
90. Euophrys sulphurea (L. Koch, 1867) — Europa meridionale (presente in Italia), Siria
91. Euophrys taiwanus Chen, Lin & Ueng, 2021 — Taiwan
92. Euophrys terrestris (Simon, 1871) — Europa (presente in Italia)
93. Euophrys testaceozonata Caporiacco, 1922 — Italia
94. Euophrys turkmenica Logunov, 1997 — Turkmenistan
95. Euophrys uphami (Peckham & Peckham, 1903) — Sudafrica
96. Euophrys uralensis Logunov, Cutler & Marusik, 1993 — Russia, Asia centrale
97. Euophrys valens Bösenberg & Lenz, 1895 — Africa orientale
98. Euophrys wenxianensis Yang & Tang, 1997 — Cina
99. Euophrys xuyei Lin & Li, 2020 — Cina
100. Euophrys ysobolii Peckham & Peckham, 1896 — Guatemala
101. Euophrys yulungensis Zabka, 1980 — Cina, Nepal

### Specie fossili
- Euophrys gibberula (C.L.Koch & Berendt, 1854) †; fossile, Paleogene
- Euophrys randeckensis Schawaller & Ono, 1979 †; fossile, Neogene[6]

### Specie trasferite

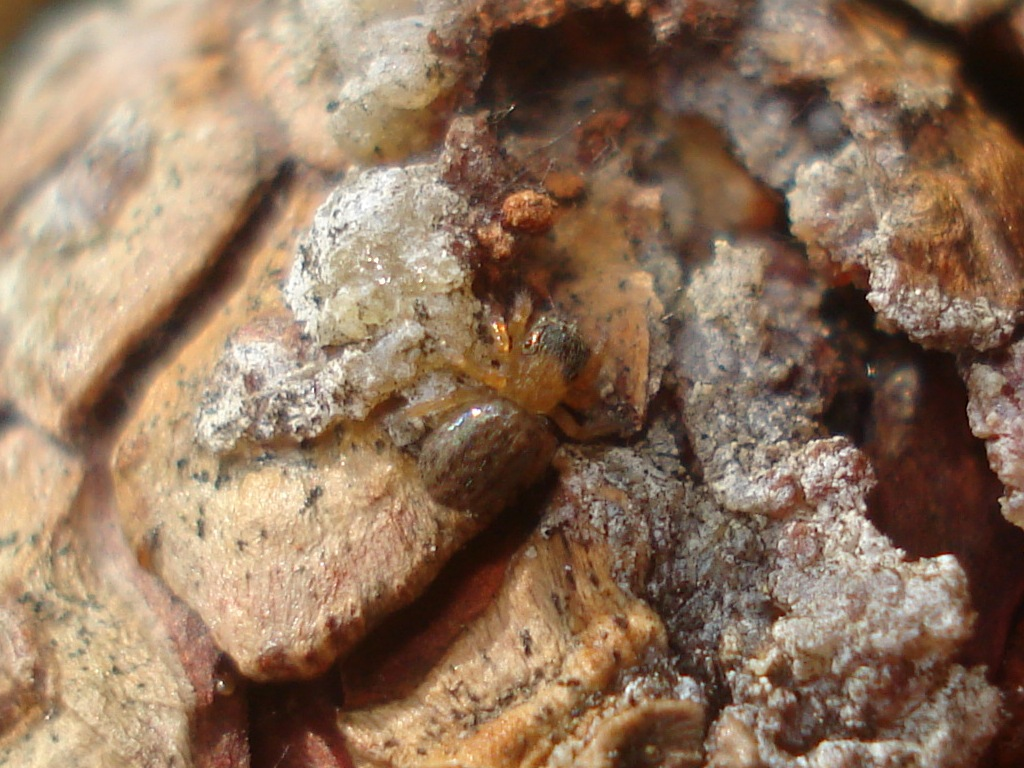
Euophrys frontalis

Trattandosi di un genere con varie specificità, ha anche un congruo numero di specie trasferite altrove, ben 90:
1. Euophrys a-notata Mello-Leitão, 1940; trasferita al genere Saphrys
2. Euophrys aequipes (O. P.-Cambridge, 1871); trasferita al genere Talavera
3. Euophrys albipalpis Taczanowski, 1878; trasferita al genere Romitia
4. Euophrys albocincta Mello-Leitão, 1941; trasferita al genere Tullgrenella
5. Euophrys albopalpalis Bao & Peng, 2002; trasferita al genere Euochin
6. Euophrys albopatella Petrunkevitch, 1914; trasferita al genere Phintella
7. Euophrys alpicola L. Koch, 1876; trasferita al genere Chalcoscirtus
8. Euophrys ambigua C. L. Koch, 1846; trasferita al genere Leptofreya
9. Euophrys ancilla C. L. Koch, 1846; trasferita al genere Aphirape
10. Euophrys andina Taczanowski, 1878; trasferita al genere Romitia
11. Euophrys aninotata Bösenberg & Strand, 1906; trasferita al genere Phintella
12. Euophrys aperta Miller, 1971; trasferita al genere Talavera
13. Euophrys atrata Song & Chai, 1992; trasferita al genere Euochin
14. Euophrys aurifrons Taczanowski, 1878; trasferita al genere Soesilarishius
15. Euophrys bacelari Schenkel, 1938; trasferita al genere Pseudeuophrys
16. Euophrys breviaculeis Bösenberg & Strand, 1906; trasferita al genere Pseudicius
17. Euophrys brevipes Miller, 1971; trasferita al genere Talavera (v. Talavera milleri)
18. Euophrys browningi Millidge & Locket, 1955; trasferita al genere Pseudeuophrys
19. Euophrys bryophila Berry, Beatty & Prószynski, 1996; trasferita al genere Paraeuophrys
20. Euophrys bulbus Bao & Peng, 2002; trasferita al genere Euochin
21. Euophrys caporiaccoi Kolosváry, 1934; trasferita al genere Pseudeuophrys
22. Euophrys chiriatapuensis Tikader, 1977; trasferita al genere Thiania
23. Euophrys clemens (O. P.-Cambridge, 1872); trasferita al genere Plexippus
24. Euophrys concolor (Banks, 1894); trasferita al genere Sitticus
25. Euophrys cruciata Emerton, 1891; trasferita al genere Sitticus
26. Euophrys delicatula (Gertsch & Mulaik, 1936); trasferita al genere Chalcoscirtus
27. Euophrys diminuta (Banks, 1896); trasferita al genere Chalcoscirtus
28. Euophrys elongata Caporiacco, 1935; trasferita al genere Chalcoscirtus
29. Euophrys erratica (Walckenaer, 1826); trasferita al genere Pseudeuophrys
30. Euophrys flordellago Richardson, 2010[7]; trasferita al genere Saphrys
31. Euophrys fulgens (O. P.-Cambridge, 1872); trasferita al genere Heliophanus
32. Euophrys imitata (Simon, 1868); trasferita al genere Saitis
33. Euophrys infausta Peckham & Peckham, 1903; trasferita al genere Heliophanus
34. Euophrys iwatensis Bohdanowicz & Prószynski, 1987; trasferita al genere Pseudeuophrys
35. Euophrys jirica Zabka, 1980; trasferita al genere Chalcoscirtus
36. Euophrys keyserlingi Taczanowski, 1878; trasferita al genere Eustiromastix
37. Euophrys kittenbergeri Caporiacco, 1947; trasferita al genere Heliophanus
38. Euophrys kororensis Berry, Beatty & Prószynski, 1996; trasferita al genere Euochin
39. Euophrys laetata Simon, 1904; trasferita al genere Saphrys
40. Euophrys lanigera (Simon, 1871); trasferita al genere Pseudeuophrys
41. Euophrys leucodon Taczanowski, 1878; trasferita al genere Kalcerrytus
42. Euophrys liujiapingensis (Yang & Tang, 1997); trasferita al genere Chinophrys
43. Euophrys luridata (Simon, 1868); trasferita al genere Macaroeris
44. Euophrys mapuche Galiano, 1968; trasferita al genere Saphrys
45. Euophrys minuta Prószynski, 1992; trasferita al genere Laufeia
46. Euophrys minutissima Caporiacco, 1941; trasferita al genere Heliophanus
47. Euophrys moesta (Denis, 1964); trasferita al genere Pseudeuophrys
48. Euophrys monticola Kulczyn'ski, 1884; trasferita al genere Talavera
49. Euophrys nangqianensis Hu, 2001; trasferita al genere Chalcoscirtus
50. Euophrys nigriceps Taczanowski, 1879; trasferita al genere Hasarius
51. Euophrys nigrita (Thorell, 1875); trasferita al genere Chalcoscirtus
52. Euophrys obscura (Taczanowski, 1871); trasferita al genere Phiale
53. Euophrys obsoleta (Simon, 1868); trasferita al genere Pseudeuophrys
54. Euophrys parvula Bryant, 1935; trasferita al genere Trite
55. Euophrys pascualis (O. P.-Cambridge, 1872); trasferita al genere Pseudeuophrys
56. Euophrys patagonica Simon, 1905; trasferita al genere Saphrys
57. Euophrys petrensis C. L. Koch, 1837; trasferita al genere Talavera
58. Euophrys pictilis (Simon, 1871); trasferita al genere Pseudeuophrys
59. Euophrys plebeja L. Koch, 1875; trasferita al genere Nigorella
60. Euophrys poecilopus Thorell, 1873; trasferita al genere Talavera
61. Euophrys poloi Zabka, 1985; trasferita al genere Euochin
62. Euophrys prinkipona Roewer, 1951; trasferita al genere Saitis
63. Euophrys punctata Tullgren, 1905; trasferita al genere Wedoquella
64. Euophrys pygmaea Wesolowska, 1981; trasferita al genere Phintella
65. Euophrys quadrispinosa Lawrence, 1938; trasferita al genere Ureta
66. Euophrys quinqueradiata Taczanowski, 1879; trasferita al genere Sumampattus
67. Euophrys rapida C. L. Koch, 1846; trasferita al genere Saphrys
68. Euophrys rosenhaueri L. Koch, 1856; trasferita al genere Menemerus
69. Euophrys rubiginosa C. L. Koch, 1846; trasferita al genere Freyja
70. Euophrys rusticana (Nicolet, 1849); trasferita al genere Saphrys
71. Euophrys saitiformis Simon, 1901; trasferita al genere Saphrys
72. Euophrys semiglabrata (Simon, 1868); trasferita al genere Iberattus
73. Euophrys simoni Peckham & Peckham, 1903; trasferita al genere Pignus
74. Euophrys subwanyan Wang & Li, 2020; trasferita al genere Euochin
75. Euophrys sutrix Holmberg, 1875; trasferita al genere Megafreya
76. Euophrys talassica Logunov, 1997; trasferita al genere Pseudeuophrys
77. Euophrys tehuelche Galiano, 1968; trasferita al genere Saphrys
78. Euophrys tengchongensis Lei & Peng, 2012; trasferita al genere Chalcovietnamicus
79. Euophrys thorelli Kulczyn'ski, 1891; trasferita al genere Talavera
80. Euophrys thorelli asiatica Charitonov, 1951; trasferita al genere Chalcoscirtus
81. Euophrys tristis (Denis, 1957); trasferita al genere Pseudeuophrys
82. Euophrys tristis Mello-Leitão, 1940; trasferita al genere Dendryphantes
83. Euophrys trivittata Schenkel, 1963; trasferita al genere Talavera
84. Euophrys undulatovittata Bösenberg & Strand, 1906; trasferita al genere Pseudicius
85. Euophrys vafra (Blackwall, 1867); trasferita al genere Pseudeuophrys
86. Euophrys variegata (Denis, 1957); trasferita al genere Pseudeuophrys
87. Euophrys vestita Taczanowski, 1878; trasferita al genere Nycerella
88. Euophrys vetusta C. L. Koch, 1846; trasferita al genere Plexippus
89. Euophrys wanyan Berry, Beatty & Prószynski, 1996; trasferita al genere Euochin
90. Euophrys westringi (Simon, 1868); trasferita al genere Talavera

### Nomen dubium

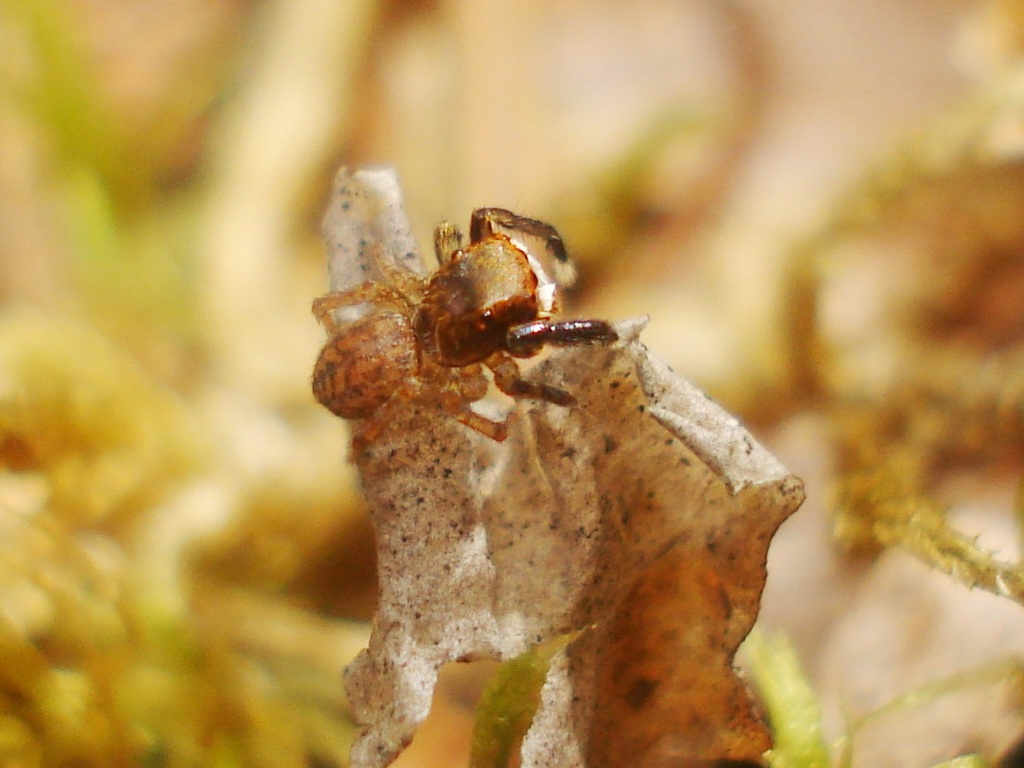
Euophrys frontalis

Svariati esemplari sono ancora in cerca di una sistemazione tassonomica definitiva, per complessive 10 specie
1. Euophrys auricolor Dyal, 1935; esemplare maschile rinvenuto in Pakistan, a seguito di un lavoro di Logunov (2020b) è da ritenersi nomen dubium
2. Euophrys brunnescens C. L. Koch, 1846; un esemplare femminile, rinvenuto in Brasile, a seguito di uno studio dell'aracnologa Galiano del 1981 è da ritenersi nomen dubium
3. Euophrys giebelii Thorell, 1892; gli esemplari, rinvenuti nell'isola di Giava, a seguito di uno studio dell'aracnologo Roewer del 1955 sono da ritenersi nomina dubia
4. Euophrys hamata C. L. Koch, 1846; gli esemplari, rinvenuti in Brasile, a seguito di uno studio dell'aracnologo Roewer del 1955 sono da ritenersi nomina dubia
5. Euophrys incomta C. L. Koch, 1846; gli esemplari femminili, rinvenuti in Brasile, a seguito di uno studio dell'aracnologa Galiano del 1981 sono da ritenersi nomina dubia
6. Euophrys kulczynskii Thorell, 1890; gli esemplari, rinvenuti in Malaysia, a seguito di uno studio dell'aracnologa Roewer del 1955 sono da ritenersi nomina dubia
7. Euophrys larvata Caporiacco, 1935; gli esemplari, rinvenuti nel Karakorum, a seguito di uno studio dell'aracnologo Wanless del 1975 sono da ritenersi nomina dubia
8. Euophrys mottli Kolosváry, 1934; esemplare juvenile rinvenuto in Slovacchia, a seguito di un lavoro di Breitling et al. (2016b) è da ritenersi nomen dubium
9. Euophrys nigrescens Caporiacco, 1940; esemplare juvenile rinvenuto in Somalia, a seguito di un lavoro degli aracnologi Wesołowska, Azarkina & Russell-Smith del 2014 è da ritenersi nomen dubium
10. Euophrys rubroclypea Dyal, 1935; esemplare femminile rinvenuto in Pakistan, a seguito di un lavoro di Logunov (2020b) è da ritenersi nomen dubium
11. Euophrys rufa Dyal, 1935; esemplare juvenile rinvenuto in Pakistan, a seguito di un lavoro di Logunov (2020b) è da ritenersi nomen dubium
12. Euophrys salomonis Caporiacco, 1935; gli esemplari, rinvenuti nel Karakorum, a seguito di uno studio dell'aracnologo Wanless del 1975 sono da ritenersi nomina dubia
13. Euophrys skalanicus Dobroruka, 2002; gli esemplari giovani, trasferiti qui dal genere Yllenus e rinvenuti sull'isola di Creta, a seguito di uno studio degli aracnologi Logunov & Marusik del 2003 sono da ritenersi nomina dubia
14. Euophrys striolata (C. L. Koch, 1846); esemplari femminili dell'Europa settentrionale e centrale (presente in Italia) e originariamente ascritti all'ex-genere Attus, a seguito di un lavoro degli aracnologi Breitling et al. del 2015 sono da ritenersi nomina dubia
15. Euophrys vittata Caporiacco, 1935; gli esemplari, rinvenuti nel Karakorum, a seguito di uno studio dell'aracnologo Wanless del 1975 sono da ritenersi nomina dubia

### Nomen nudum
- Euophrys sasakii Kishida; gli esemplari, descritti da Kishida, non sono più stati trovati per ulteriori esami, come afferma l'aracnologo Yaginuma in uno studio di Brignoli del 1983, e quindi sono da ritenersi nomina nuda[1]

### Sinonimi
- Euophrys graeca Bristowe, 1935; posta in sinonimia con E. sulphurea (L. Koch, 1867) a seguito di un lavoro di Metzner del 1999[1].
- Euophrys lusitanicus (Simon, 1901); trasferita dal genere Saitis e posta in sinonimia con E. difficilis (Simon, 1868) a seguito di un lavoro di Logunov del 2005[1].
- Euophrys molesta O. Pickard-Cambridge, 1912; rimossa dalla sinonimia con E. aequipes e posta in sinonimia con E. herbigrada (Simon, 1871) a seguito di un lavoro di Clark in Locket, Millidge & Merrett, 1974[1].
- Euophrys nearctica Kaston, 1938; posta in sinonimia con E. monadnock Emerton, 1891 a seguito di uno studio di Edwards del 1980[1].
- Euophrys nigrimana (Mello-Leitão, 1945; trasferita dal genere Saitis e posta in sinonimia con E. melanoleuca Mello-Leitão, 1944 a seguito di un lavoro della Galiano (1962d)[1].
- Euophrys pehuenche Galiano, 1968[1][8].
- Euophrys rufibarbis comptula (Simon, 1871); posta in sinonimia con E. rufibarbis (Simon, 1868) a seguito di un lavoro di Prószyński del 1987[1].